# ГАЕС Шахе
ГАЕС Шахе (沙河水电站) — гідроакумулювальна електростанція на сході Китаю у провінції Цзянсу.
Станція знаходиться на правобережжі нижньої течії Янцзи, у районі, де над рівниною деінде підносяться останні кряжі південних гір. Як нижній резервуар схеми використали озеро Tianmu, рівень поверхні в якому може коливатись від 16 до 22 метрів НРМ, а об'єм становить 59,7 млн м3. Верхню водойму створили на висотах східного узбережжя озера, де звели кам'яно-накидну дамбу із бетонним облицюванням висотою 47 метрів та довжиною 529 метрів. Разом зі ще однією спорудою висотою 30 метрів та довжиною 534 метри вона утримує водойму із площею поверхні 0,18 км2, об'ємом 2,6 млн м3 та коливанням рівня поверхні в операційному режимі між позначками 116 та 136 метрів НРМ (під час повені до 136,4 метра НРМ).
Верхній резервуар з'єднаний тунелем із розташованим від нього за 0,6 км машинним залом. Останній стоїть на завершенні каналу довжиною кілька сотень метрів, прокладеного від озера Tianmu. Основне обладнання станції становлять дві оборотні турбіни типу Френсіс потужністю по 50 МВт, які використовують напір від 97 до 123 метрів. Річна проєктний виробіток ГАЕС становить 182 млн кВт·год електроенергії при споживанні для зворотного закачування 244 млн кВт·год.
Зв'язок з енергосистемою відбувається за допомогою ЛЕП, розрахованою на роботу під напругою 220 кВ.
Можливо також відзначити, що на протилежному березі озера Tianmu споруджена ще одна, значно потужніша гідроакумулювальна станція Lìyáng.